# 薩夫乎夫亨
薩夫乎夫亨（排灣語：Savurhuvurhung），是台灣排灣族東排灣群神話中的一名神祇，為管理冥界（I-makarizeng）的神靈。

## 職責
薩夫乎夫亨是冥界的司理神，負責管理冥界的事務，同時祂也是賞罰之神，會對觸犯禁忌或做壞事的人給予相對應的懲罰。雖然祂沒有創造世界的神蹟，但仍被歸為創造神的一員，居住在創造神居住的神靈界（I vavau tjala-naveneqac）中。

## 巫文化
在東排灣群的巫師所念誦的經文中，薩夫乎夫亨通常會在祈福或引神經文中的第六段被讚頌，但主要是作為天地賞罰之神的面相而被提及。